# Антипатр (полководец)
Антипа́тр (др.-греч. Ἀντίπατρος; 399/398 или 397 до н. э. — 319 до н. э.) — полководец и близкий друг Филиппа Македонского, которому македонский царь поручал самые ответственные задания.
Когда Александр Македонский отправился в поход в Азию, то Антипатр стал наместником царя в самой Македонии. Перед Антипатром стоял ряд весьма сложных задач. Он должен был обеспечивать пополнения армии Александра, защищать границы самой Македонии и, в то же время, не допустить выхода греческих полисов из-под контроля. Антипатр блестяще справился с поставленными задачами. Среди прочего, в битве при Мегалополе он наголову разбил спартанского царя Агиса III, который восстал против македонской гегемонии.
Впоследствии Антипатр попал в опалу. Этому способствовало его противостояние с матерью Александра вследствие которого она была вынуждена уехать в Эпир. Александр в 324 году до н. э. даже направил в Македонию Кратера, чтобы тот сменил Антипатра. Путешествие Кратера было крайне неторопливым. К моменту смерти Александра в июне 323 года до н. э. он находился в Киликии, вследствие чего Антипатр так и остался реальным правителем Македонии. После смерти Александра Македонского в 323 году до н. э. греки вновь попытались избавиться от македонского контроля и вернуть себе независимость. Антипатру с большим трудом удалось победить, после чего, в частности, была ликвидирована афинская демократия. Престарелый Антипатр оказался одним из наиболее уважаемых военачальников Александра, в связи с чем он на недолгое время в 321/320 году до н. э. занял должность регента империи Александра.
В молодости Антипатр подружился с Аристотелем. Могущественная поддержка со стороны правителя Македонии помогла знаменитому философу создать школу перипатетиков.

## Биография

### До прихода к власти Александра Македонского

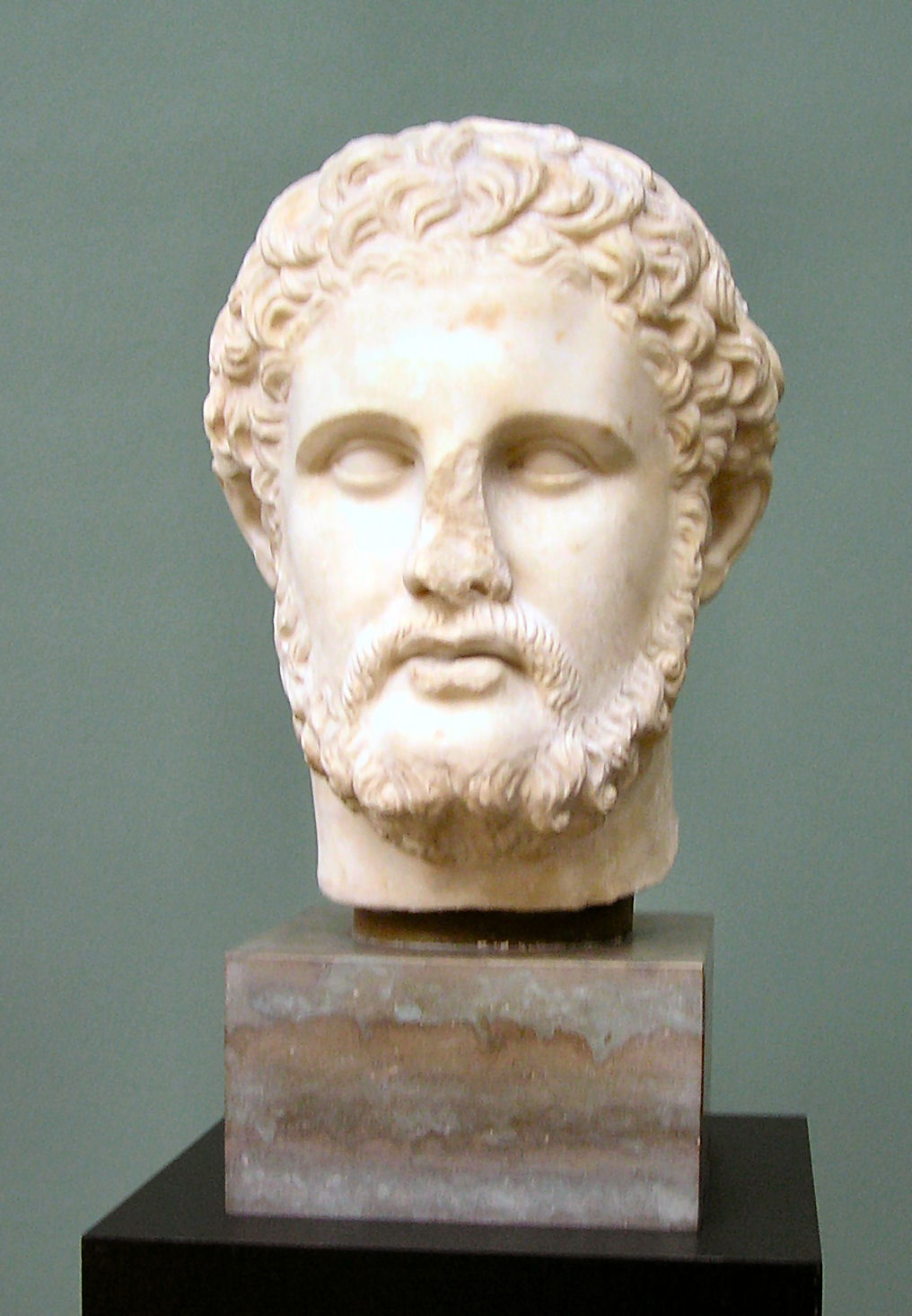
Античный бюст Филиппа II в Новой глиптотеке Карлсберга, Копенгаген, Дания

Антипатр родился предположительно в 399/398 или 397 годах до н. э. в семье македонского аристократа Иоллы в городе Палехорий. Также в семье Иоллы был старший сын Кассандр. Детство и юность Антипатра прошли в условиях внутренних смут и нескольких иноземных вторжений, которые грозили существованию Македонии в качестве независимого государства. Несмотря на это Антипатр смог получить хорошее для своего времени образование.
При Пердикке III (365—359 годы до н. э.) Антипатр занимал важную военную должность и даже написал исторический труд «Об иллирийских деяниях Пердикки», который не сохранился. Возможно, автором трактата был некий его тёзка. Также не исключена возможность написания Антипатром военного дневника или мемуаров во время войны Пердикки III с иллирийцами.
Несомненно, что Антипатр был одним из первых, кто поддержал молодого царя Филиппа II с самого начала царствования в 359 году до н. э. Антипатр был на 15 лет старше Филиппа II и пользовался его безусловным доверием и уважением. Об этом свидетельствует ряд чрезвычайно важных поручений, которые Филипп II поручал Антипатру. Плутарх и Афиней передают несколько анекдотов о доверии македонского царя к своему военачальнику. Так, согласно Плутарху, Филипп после долгого сна сказал: «Я спал спокойно, зная, что Антипатр не спит!» Афиней передаёт слова Филиппа перед тем, как он собирался напиться: «Пора выпить: довольно и того, что Антипатр трезв». Также Афиней, с отсылкой к Каристию, описывает на первый взгляд экстраординарную ситуацию, когда известный своим гедонизмом Филипп II во время игры в кости смутился и «затолкал игральную доску под ложе», когда узнал, что к нему пришёл Антипатр. Вне зависимости от историчности этих сообщений они свидетельствуют о высоком положении Антипатра при дворе македонского царя. По одной из версий во время осады Амфиполя в 357 году до н. э. Филипп II оставил Антипатра своим наместником в самой Македонии.
В 346 году до н. э. Антипатр руководил войсками во время кампании во Фракии. Он захватил Апрус и существенно измотал войска Керсеблепта, который был вынужден сдаться вскоре после прихода основных македонских сил во главе с Филиппом II. В том же году Антипатр вместе с Парменионом был македонским послом в Афинах для обсуждения условий Филократова мира. Кроме дипломатических миссий Филипп поручал Антипатру ведение военных кампаний и представительские функции. Так, Антипатр представлял македонского царя на Пифийских играх в 342 году до н. э. Также Антипатр руководил войсками во время очередной войны с Фракией, когда македонский царь находился в Центральной Греции. По всей видимости в его задачу входило также обучение юного царевича Александра особенностям военного дела. Возможно Антипатр также участвовал в осаде Перинфа 340—339 годов до н. э.
Особо важную задачу Антипатр получил во время битвы при Херонее между македонянами и союзным войском греков. Филипп II поручил командование правым флангом своему сыну Александру, которому на тот момент было 18 лет. К молодому царевичу приставили двух опытных военачальников Пармениона и Антипатра. После победы в битве Антипатр вошёл в посольство, которое Филипп отправил в Афины. Об успешности Антипатра свидетельствует как заключение выгодного для Филиппа II Демадова мира, так и дарование Антипатру афинского гражданства. К этому времени относится формирование дружеских отношений Антипатра с политиками Демадом и Фокионом, которые впоследствии стали лидерами промакедонской партии в Афинах.

### При Александре Македонском

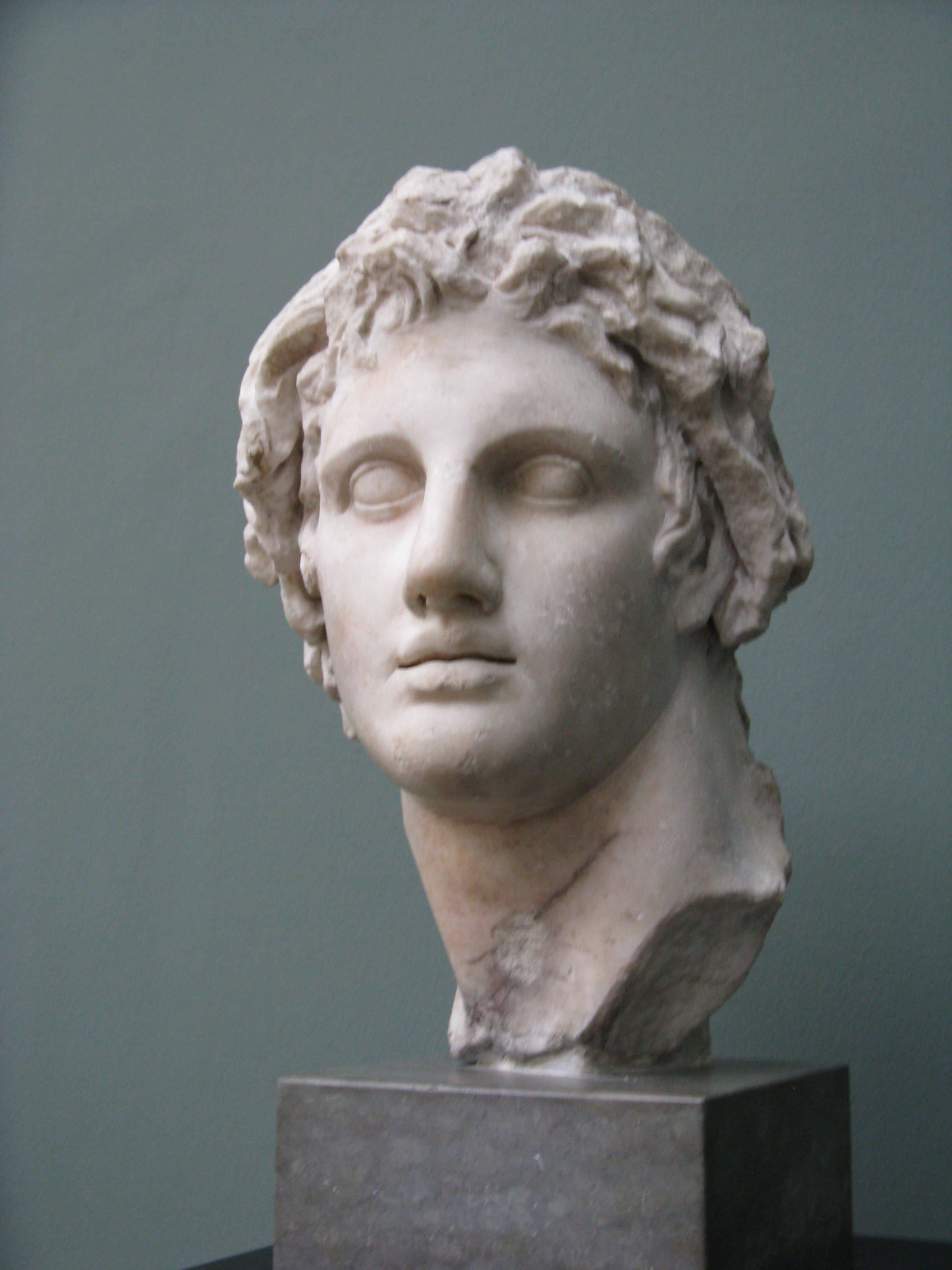
Античный бюст Александра Македонского в Новой глиптотеке Карлсберга, Копенгаген, Дания

#### Наместник Македонии
После смерти Филиппа II верность Антипатра и Пармениона обеспечили восшествие на престол Александра. Именно Антипатр представил молодого царевича войску, которое и провозгласило Александра царём. Впоследствии Антипатр с Парменионом советовали молодому царю не спешить с походом против персов, а сначала жениться и продолжить род. Военачальников интересовал вопрос о том, кто, в случае неудачи, станет новым македонским царём.
С началом походов Александра Антипатр стал руководителем Македонии и полисов Греции. Его статус остаётся неясным. Согласно Арриану «Александр отправился к Геллеспонту, поручив управление Македонией и эллинами Антипатру». По мнению Э. Карни, этот фрагмент свидетельствует не о занятии Антипатром должности «наместника», а о фактическом положении вещей, когда он стал de facto правителем Македонии. Диодор Сицилийский назвал его «стратегом в Европе». Как бы то ни было, Антипатр стал командующим войсками, которые остались в Македонии. По мнению историка А. Бозуорта, Антипатр был регентом Македонии с неограниченными полномочиями. Его влияние распространялось в том числе и на Эпир. В Греции он замещал царя в качестве председателя синедриона Коринфского союза.
Перед Антипатром стояло несколько важных и трудновыполнимых задач. Во-первых, он должен был обеспечивать стабильные пополнения армии Александра македонянами и греками, во-вторых — обеспечить взаимодействие между Македонией и греческими государствами на основании условий Коринфского мира 338 года до н. э., в-третьих — защитить саму Македонию от высадки персидских войск с моря. Для того, чтобы не дать возможности персидским флотоводцам Мемнону, Фарнабазу и Автофрадату реализовать план атаки побережья Греции с моря, Антипатр поручил Протею собрать военный флот на Эвбее и Пелопоннесе. В 333 году до н. э. тому удалось захватить восемь кораблей персов, которые под командованием Датама находились на Сифносе. Угроза со стороны персидского флота была устранена лишь в 332 году до н. э.. Македоняне под командованием флотоводцев Гегелоха и Амфотера не только освободили занятые персами острова, но и захватили в плен военачальника Фарнабаза.
Отсутствием Александра на территории материковой Греции решил воспользоваться спартанский царь Агис III. В 333 году до н. э. он отправился к персидским военачальникам Фарнабазу и Автофрадату с просьбой о помощи деньгами и войсками для восстания против македонян. После провала попыток персов захватить острова в Эгейском море и высадиться на территории Греции, Агис продолжил подготовку к восстанию самостоятельно. По всей видимости он вмешался в критские междоусобицы на стороне Ликта, который считал себя колонией Спарты, против Кносса. В 332 году до н. э. на остров прибыло около 8 тысяч греческих наёмников, которые до этого воевали против Александра и сумели отступить из-под Исса. На сторону Агиса III перешли также остатки персидского флота. Эта объединённая армия смогла захватить большую часть острова и уничтожить подкрепление македонян, которое было отправлено на помощь Кноссу. Война на Крите позволила Агису III не только собрать армию, но и обеспечить её деньгами за счёт разграбления захваченных полисов.
В 331 году до н. э. Агис III начал войну против македонян. Незадолго до начала военных действий Антипатр отправил с Аминтой подкрепление в армию Александра из более чем десяти тысяч воинов и тысячи всадников. Ситуация для спартанского царя также облегчалась тем, что Александр с основным войском находился в Азии, а Антипатр был занят войной с восставшим наместником Фракии Мемноном. Сохранившиеся источники не позволяют подтвердить или опровергнуть координацию действий между Агисом III и Мемноном. После того, как спартанский царь победил отряд македонян во главе с Коррагом, к нему присоединились элидяне, аркадяне (кроме жителей Мегалополя) и ахейцы (кроме жителей Пеллены). Новый альянс смог собрать армию в 20 тысяч пехотинцев и 2 тысячи всадников, большая часть которых представляла собой закалённых в боях ветеранов. С этими силами Агис III подчинил большую часть Пелопоннеса и осадил Мегалополь, сохранивший верность македонскому царю. На фоне военных успехов попытка вовлечь в войну Афины для Агиса завершилась провалом — жители города предпочли сохранить нейтралитет и сохранить собственные ресурсы. Также к восстанию не присоединились Коринф, Аргос и Мессения, в основном, из-за уходящих в глубокую древность противоречий со Спартой. Во многом это было обусловлено наличием в греческих полисах промакедонского лобби, которое было подконтрольно Антипатру. Так, к примеру, в Афинах промакедонскими считали двух выдающихся политиков Фокиона и Демада. Если первый выступал за сохранение мира, осознавая тщетность борьбы с Македонией из внутренних побуждений, то второй не гнушался находиться на содержании у македонян. Так, согласно одной из легенд, Антипатр говорил, «что у него в Афинах два друга — Фокион и Демад: первого он никак не убедит принять от него подарок, а второму сколько не дарит — всё мало». Именно Демад, согласно легенде, склонил афинян сохранить нейтралитет во время восстания Агиса III. Плутарх так описывает ситуацию: "Тем, кто желал послать триеры в помощь отпавшим от Александра и требовал для этого денег, он [Демад] сказал: «Деньги эти ваши; я приготовил их для „Возлияний“, чтобы каждый из вас получил по полмины. Если же вы хотите истратить их для другой цели, то располагайте своими деньгами, как знаете»". Таким образом, играя на меркантильных чувствах, Демад не допустил вовлечения Афин в войну с Македонией.
Антипатр смог относительно быстро победить Мемнона, после чего собрал армию в 40 тысяч человек и отправился в Пелопоннес. Там он обнаружил войско Агиса, которое осаждало Мегалополь. В последующей битве македоняне победили, а спартанский царь погиб на поле боя. Квинт Курций Руф писал, что «Александр хотя и желал победы над врагом, был недоволен, что это успех Антипатра, и громко говорил об этом, считая, что слава другого наносит ущерб его собственной». Согласно Плутарху, Александр даже назвал войну Антипатра с Агисом «войной лягушек и мышей». Зная характер молодого царя, Антипатр решил не принимать самостоятельное решение о судьбе Спарты. Он распорядился собрать греческий синедрион. Этот совет также не пришёл к какому-либо решению. Спартанцы были вынуждены отправить посольство к Александру с просьбой о прощении.

#### Опала

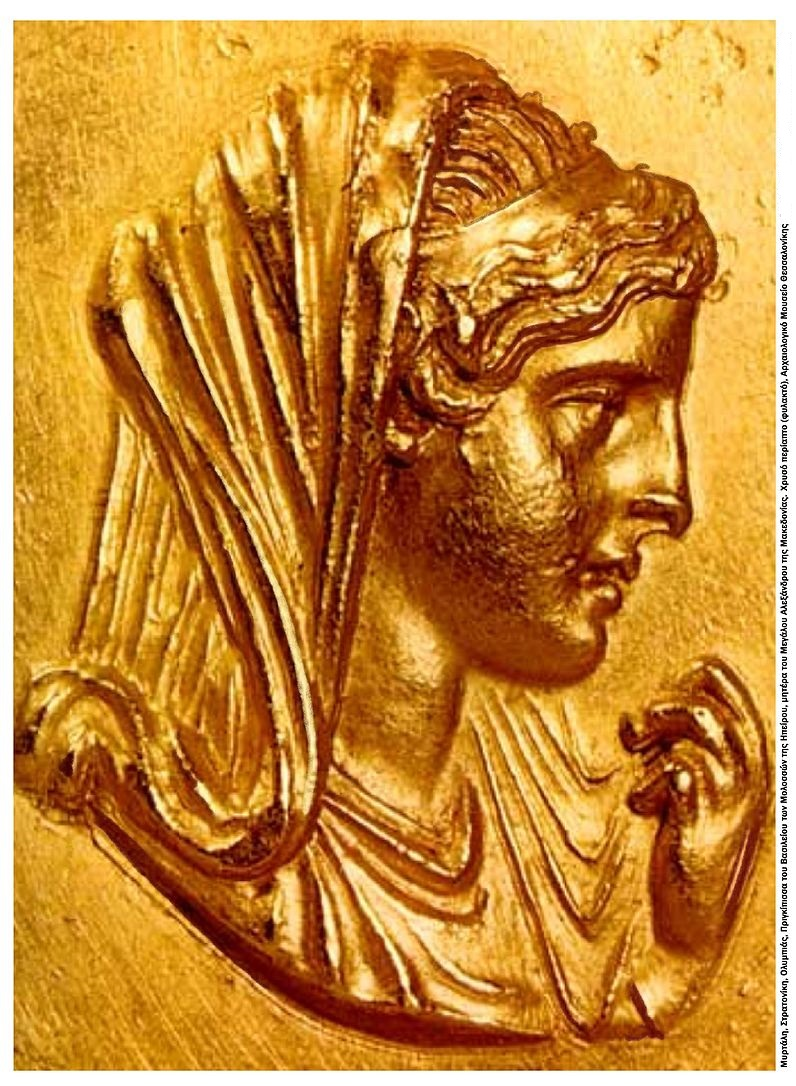
Причиной опалы Антипатра, согласно античным источникам, стал его конфликт с матерью Александра Олимпиадой.
Изображение Олимпиады на отчеканенном при Каракалле (198—217) римском медальоне. Художественный музей Уолтерса, США

Впоследствии Александр начал менять своё отношение к Антипатру. Наместник Македонии после казни Пармениона, несмотря на предыдущие заслуги, в 329 году до н. э. не мог чувствовать себя в безопасности. Влечение царя к персидскому образу жизни шло вразрез с македонскими традициями. Свидетельство Плутарха, о том, что Антипатр втайне от Александра заключил союз с этолийцами историки считают сомнительным. Антипатр был единственным из диадохов, который отказался воздавать Александру божественные почести, так как счёл это нечестивым. В античных источниках содержатся свидетельства о конфликте между Антипатром и матерью Александра Олимпиадой, а также сестрой царя Клеопатрой, вследствие которого женщины переехали в Эпир. Возможно, мать Александра претендовала на большую власть в Македонии, посчитав, что Антипатру следует лишь руководить войсками. Не исключено, что речь шла о неудавшемся заговоре против Антипатра. В любом случае Антипатр победил в противостоянии с матерью Александра. Роль самого царя, который находился за многие тысячи километров от столицы, в этом конфликте неясна. Александр мог как игнорировать обоюдные жалобы матери и Антипатра, так и принять чью-либо сторону. Одновременно, не вызывает сомнений, что данный конфликт привёл к ухудшению отношения царя к своему наместнику. Согласно легенде, получив очередное длинное письмо от Антипатра против Олимпиады Александр заметил: «Антипатр не понимает, что одна материнская слеза стирает десятки тысяч писем». В то же время, Александр не мог без последствий сместить наместника Македонии. При отсутствии Александра Антипатр был непререкаемым авторитетом в Македонии и при желании мог объявить себя самостоятельным правителем. Согласно другой, описанной у Арриана, легенде Александру настолько надоели требования матери, что он сказал: «квартирную плату за десять месяцев взыскивает она непомерную».
В августе 324 года до н. э. Александр поручил своему преданному военачальнику Кратеру отвести в Македонию отряд из десяти тысяч ветеранов. Ему было поручено сменить Антипатра на должности наместника македонского царя в его европейских владениях. После прибытия Кратера в Македонию Антипатру следовало отправиться к Александру с войском новобранцев. Помощником Кратера был назначен Полиперхон. Арриан объясняет это плохим самочувствием Кратера. Если бы с ним что-то случилось, то его место должен был занять Полиперхон. Также Арриан передаёт слухи, которые объясняют такое решение Александра. Возможно, бессменный наместник Македонии попал в опалу из-за своих разногласий с матерью царя Олимпиадой. Таким образом Александр хотел прекратить многолетнюю ссору, в причинах которой особо не хотел разбираться. Возможно, македонский царь утратил доверие к своему наместнику и ожидал от него восстания. Квинт Курций Руф даже писал, что Кратеру было поручено умертвить Антипатра. Этой версии противоречит утверждение о том, что Антипатру надлежало привести пополнение в армию Александру. Если бы Антипатр действительно утратил доверие, а отношение царя к своему наместнику стало бы враждебным, то ему бы не доверили командование большим войском.
По мнению историка Ф. Шахермайра, Кратер идеально подходил на роль нового наместника Македонии. Верность военачальника не вызывала сомнений, он принадлежал к «старой» македонской знати и мог убедить жителей вотчины царя принять новый имперский порядок в государстве. Также, в отличие от Антипатра, Кратер соглашался признать за Александром статус бога на земле.
Путешествие Кратера было крайне неторопливым. К моменту смерти Александра в июне 323 года до н. э. он находился в Киликии. Историки выделяют несколько возможных причин такого промедления Кратера — болезнь, необходимость подавлять восстания в различных областях, вербовку солдат в азиатских сатрапиях, а также ожидание, что Антипатр сам покинет Македонию. Обращает на себя внимание отсутствие какой-либо реакции Александра на такое промедление. Македонский царь не терпел инакомыслия и крайне резко реагировал на игнорирование своих приказов. Соответственно, Александр не имел ничего против такого медленного путешествия Кратера, либо находил его причины достаточно уважительными. Возможно, он сам и приказал Кратеру задержаться в Киликии. Данная неопределённость власти на вотчине Александра создавала зловещее ощущение зависимости от изменчивости настроения царя.
Александр в какой-то момент выместил свою злость на Антипатра грубым отношением к его сыну Кассандру.
Несколько античных источников обвиняют Антипатра в отравлении Александра. Плутарх писал, что царя отравил сын Антипатра Иолла по его приказу, а сам яд приготовил Аристотель. Арриан также связывает смерть Александра с приготовленным Аристотелем ядом, который Иолла вместе со своим другом Медием подмешал царю. Этот автор также упоминает об оскорблении Иоллы со стороны Александра. Согласно Юстину, Иолла вместе с братом Филиппом подмешали яд к воде, которой разбавляли вино. Соответственно, они никак не пострадали, когда дегустировали вино, которое подавали царю. Согласно Квинту Курцию Руфу, яд Иолле передал брат Кассандр. Диодор Сицилийский писал, что Антипатр был потрясён казнью Филоты и Пармениона, почему и приказал сыну отравить царя.
Современные историки весьма скептически относятся к версии об отравлении Александра Иоллой. Несомненно, что такая версия существовала. Любой из приближённых Александра мог попасть под подозрение после его преждевременной смерти. По всей видимости, возникновение версии об отравлении Иоллой появилась в трактате Псевдо-Каллисфена «Liber de Morte» о смерти Александра Македонского. Заказчиком его создания мог стать один из диадохов, который воевал, либо просто находился в плохих отношениях с Антипатром и его наследниками. К таковым могли относиться Полиперхон, Пердикка и Птолемей. В отличие от других историков А. С. Шофман не исключает отравления Александра. Он подчёркивал, что в конце жизни Александр собирался сместить Антипатра с должности наместника Македонии. Это, по мнению историка, могло быть мотивом, по которому Антипатр организовал отравление. Существует предположение о том, что свидетельства об участии Антипатра в убийстве Александра являются результатом обвинений со стороны Олимпиады, которая не только конфликтовала с македонским наместником, но и участвовала в войне против его сына Кассандра.

### После смерти Александра Македонского

#### Вавилонский раздел
Непосредственно после смерти Александра в 323 году до н. э. возник вопрос относительно престолонаследника. Особенность передачи власти заключалась в том, что никто из реальных претендентов на царский престол физически не мог управлять громадной империей и в случае избрания требовал опеки. Военачальники рассматривали три кандидатуры — малолетнего сына Александра от Барсины Геракла, ребёнка беременной Роксаны, в случае если родится мальчик, и слабоумного единокровного брата Арридея. В изложении Юстина, военачальники решили ждать родов Роксаны и, в том случае, если родится мальчик назначить ему четырёх регентов, среди которых называлось и имя Антипатра.
После короткого периода вооружённого противостояния, в ходе которого был убит один из претендентов на роль регента Мелеагр, реальную власть получил Пердикка, а номинальным царём стал Арридей. Во время последующего Вавилонского раздела властных полномочий в Македонской империи за Антипатром сохранили управление Македонией и Грецией. Пердикка имел все основания опасаться неповиновения со стороны Антипатра. Более того, он имел формальный повод для его смещения — приказ Александра 324 года до н. э. Однако новый регент Македонской империи не решился открыто выступить против Антипатра. К тому же известия о смерти Александра могли стать катализатором восстания греков против македонской гегемонии и лишь Антипатр был способен его подавить. Поэтому его оставили правителем Македонии, назначив стратегом, хотя формально и разделили власть в этой области с Кратером, который стал простатом области. Несмотря на вышеизложенное, Пердикка урезал владения Антипатра, передав Фракию и прилежащие земли Лисимаху, который отличился особой преданностью Пердикке.

#### Ламийская война
Ещё до смерти Александра афиняне начали подготовку к войне против македонской гегемонии. Афиняне в 324/323 году до н. э. поручили стратегу Леосфену собрать армию наёмников. Он должен был действовать от своего имени, чтобы не навлечь на город гнев Антипатра. Для этих целей ему выделили 50 талантов. Леосфен вначале отправился на Тенарон, где собрал восьмитысячную армию из бывших наёмников армии Александра. Вопрос, почему наместник Македонии Антипатр «проглядел» подготовку греков к войне историк И. Г. Дройзен объясняет его шатким положением. Антипатр был вынужден отправлять в армию Александра всё новых и новых воинов, в то время как ему самому грозили отставка и попадание в немилость. В таких условиях он не мог эффективно противодействовать грекам в их подготовке к войне. Существует предположение, что Антипатр, который попал в опалу, ожидал не только отставки, но и смертной казни. В этих условиях он не сидел сложа руки, а вёл переговоры с Афинами и другими греческими полисами о восстании.
Ситуация изменилась со смертью Александра. Антипатр из опального наместника, которому грозила казнь, по условиям Вавилонского раздела стал стратегом-автократором Македонии и Греции. В этих условиях восстание против македонской гегемонии могло лишить его большей части собственных владений. Пользуясь моментом неопределённости после смерти Александра, Народное собрание Афин провозгласило поход за свободу и издало манифест с требованием изгнать македонские гарнизоны из греческих городов. Леосфену отправили дополнительные средства и разрешили действовать открыто от имени полиса. После этого стратег отправился в Этолию, где жители области предоставили 7 тысяч воинов. Также Леосфен отправил послов и в другие области Греции.
На сторону афинян перешли Аргос, Сикион, Эпидавр, Флиунт, Трезен, Элида, Мессения, Фокида, Лефкас, племена между Фокидой и Фессалией, афаманцы и часть молосцев. Антипатр оказался в сложной ситуации. Армия повстанцев под командованием Леосфена состояла из ветеранов армии Александра, в то время как войско, которым управлял Антипатр было обескровлено. Македонский наместник отправил гонцов с просьбой о помощи к Кратеру и Леоннату, а затем со своим войском направился в Центральную Грецию. Начало войны складывалось для Антипатра неудачно. Переход на сторону афинян фессалийцев стал для македонян ударом. Антипатр, видя неравенство сил, пытался уклониться от сражения. Однако это ему не удалось. В последующей битве Антипатр проиграл и был вынужден с остатками своего войска укрыться в окружённой прочными стенами Ламии.

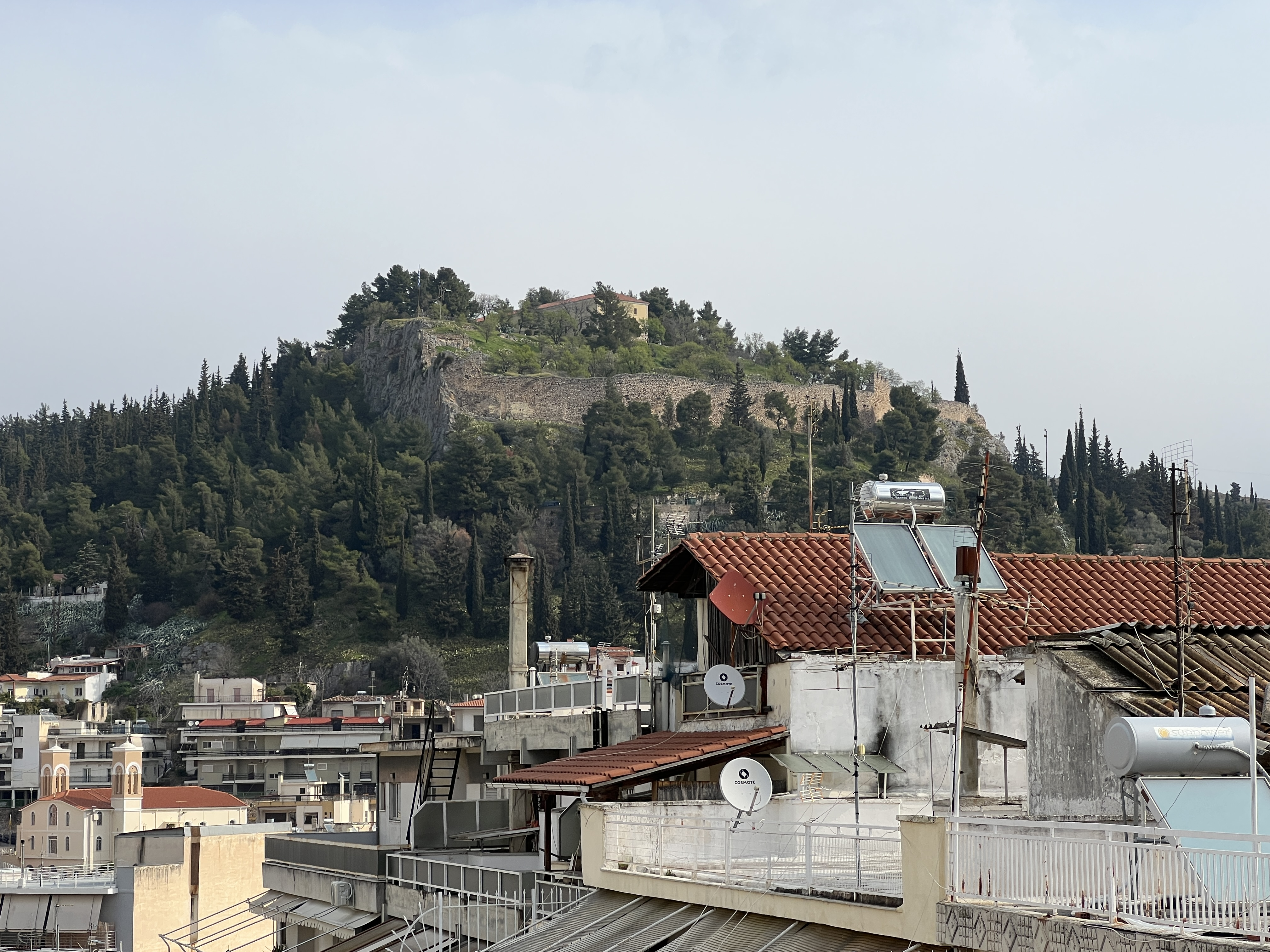
Руины Ламийской крепости

Несколько штурмов Ламии со стороны греков были отбиты, после чего началась длительная осада города. Греки не могли взять город штурмом, а македоняне пробиться к себе на родину. Через некоторое время в Ламии стала ощущаться сильная нужда в запасах продовольствия. На этом фоне остальные греческие полисы стали переходить на сторону Леосфена. Ситуация стала носить для Антипатра весьма угрожающий характер. Однако предложенные Леосфеном условия капитуляции Антипатр счёл для себя неприемлемыми. Результат осады зависел от того, смогут ли на помощь к Антипатру прибыть подкрепления из Азии. Афинскому флоту была поставлена задача перекрыть Геллеспонт. Часть кораблей блокировала Малийский залив в Эгейском море, где Антипатр держал флотилию для поддержки сухопутных операций. Весной 322 года до н. э. собранный Клитом Белым в Киликии флот подошёл к городу Абидосу на Геллеспонте. В морском сражении греки были разбиты. Затем был рассеян афинский флот в Малийском заливе и разблокированы корабли Антипатра. Эти победы позволили войскам вначале Леонната, а затем и Кратера прибыть из Азии на помощь Антипатру.
Леоннат с армией в 20 тысяч пехоты и 1500 конницы направился к Ламии. Чтобы помешать соединению двух войск Антифил, который заменил погибшего во время осады Леосфена, сжёг свой лагерь и отправился навстречу войскам Леонната. На тот момент оба военачальника обладали сопоставимыми войсками. Во время сражения Леоннат погиб, в то время как македонская фаланга отошла на возвышенности. В это время Антипатр со своим войском покинул Ламию. На другой день после гибели Леонната произошло объединение двух македонских армий. Антипатр не решился принять сражение с армией Антифила и начал отступление в сторону Македонии. Греческий стратег не смог помешать Антипатру. Тем самым тактический успех Антифила был лишён какой-либо стратегической ценности. Македоняне избежали разгрома и смогли вернуться домой, где пополнили свою армию подкреплениями из Азии.
Затем в Македонию прибыл военачальник Кратер с десятью тысячами пехотинцами, тысячей персидских лучников и пращников и 1500 всадниками. Он добровольно уступил верховное командование Антипатру. Эти подкрепления переломили ход военных действий. В начале августа или сентября 322 года до н. э. войско под командованием Антипатра в битве при Кранноне смогло разбить греков. Поражение было неполным, а потери невелики (Диодор Сицилийский оценивает их в 500 человек). Также бо́льшая часть войска греков отошла на близлежащие возвышенности. Антифил с Меноном на военном совете решили не дожидаться подкреплений, а начать переговоры о мире и отправили к Антипатру своих послов. Историк И. Г. Дройзен считал, что попытка переговоров нанесла грекам больший вред, чем само поражение при Кранноне. Она символизировала недостаток решимости продолжать борьбу и свидетельствовала об упадке морального духа среди греков, потерю веры в победу. Антипатр отклонил предложения Антифила и Менона и заявил, что будет заключать мир с каждым конкретным греческим полисом на особых условиях. После такого ответа каждый из полисов задумался о заключении сепаратного мира с Македонией и, в то же время, стал подозревать других в таких переговорах.
После битвы при Кранноне македоняне стали захватывать один за другим фессалийские города, которым греческие военачальники не могли оказать никакой помощи. К тому же Антипатр предусмотрительно предлагал им мягкие условия сепаратного мира. В результате Афины и Этолия оказались изолированными и македонская армия направилась к Афинам.
Посольство от афинян, в которое входили Демад, Фокион, Деметрий Фалерский и другие должностные лица, получило неограниченные полномочия и отправилось к Антипатру в Фивы. Им удалось убедить победителей воздержаться от вторжения в Аттику, но в остальном Антипатр был непреклонен и заявил, что «всё остальное афиняне должны предоставить на усмотрение македонян». После заключение перемирия к Антипатру было отправлено второе посольство. Его состав, по мнению Т. В. Кудрявцевой был тем же, А. С. Шофмана — незначительно отличался. Так, он считал, что философ-платоник Ксенократ входил лишь во второе посольство. В ходе переговоров, которые проходили в два этапа, Афины потеряли Ороп, Самос и другие владения вне Аттики; была упразднена многовековая афинская демократия; на казнь заочно осудили Гиперида и Демосфена со сторонниками; в крепость над Афинами Мунихий вводили македонский гарнизон под командованием Менилла. Античные историки напрямую обвиняли Демада в столь жёстких и унизительных для афинян условиях мирного договора. Плутарх считал, что Демад был абсолютно послушным орудием в руках македонян и беспрекословно принял все условия Антипатра. Павсаний утверждал, что Антипатр стремился как можно скорее заключить мир и для этого был готов дать свободу Афинам и всем греческим полисам. Советский историк А. С. Шофман считал данное утверждение недостоверным, так как ничто не указывает на согласие Антипатра отказаться от власти над Грецией после победы в Ламийской войне. Другой историк И. Е. Суриков считал, что Демад мог быть инициатором осуждения на казнь Гиперида и Демосфена, таким образом устранив конкурентов на политической арене. Демосфен бежал из города, но был настигнут македонской погоней в храме Посейдона и отравился, чтобы не попасть живым в руки врагов. Л. П. Маринович, напротив, подчёркивала, что решение о казни Гиперида и Демосфена было принято в Македонии, а в Афинах должны были лишь его утвердить. В этом контексте решение Народного собрания, которое давало возможность бежать антимакедонским политикам можно воспринимать в качестве попытки Демада спасти своих оппонентов.
Одним из результатов Ламийской войны стало уничтожение многовекового демократического строя в Афинах. Демос перестал обладать гражданскими правами, которые передали богатым жителям Афин с собственностью в 2 тысячи драхм и выше.
После заключения мира с Афинами Антипатр с Кратером предприняли поход против этолийцев. Несмотря на первоначальные успехи военачальники не смогли довести кампанию до победы. Этолийцы оказали ожесточённое сопротивление. Они запирались в горных крепостях вместе с семьями, покинув города, которые не могли защитить. Антипатр установил зимнюю блокаду, стараясь выморить голодом непокорных горцев. Военачальники не смогли довести кампанию до победы, так как в это время регент Македонской империи Пердикка объявил Антипатру войну. На этом фоне военный совет принял решение заключить мир с этолийцами на любых приемлемых условиях. Таким образом, стойким этолийцам удалось, в отличие от других греков, сохранить независимость и создать собственное государство Этолийский союз. Вскоре они даже нанесли сокрушительное поражение в Фессалии войску, оставленному Антипатром под командованием стратега Поликла.

#### После Ламийской войны
Пока Антипатр был занят войной с восставшими греками регентом Македонской империи и формальным правителем государства был Пердикка. Будучи хорошим военачальником Пердикка оказался плохим политиком. За короткое время он создал себе множество врагов, среди которых оказался и Антипатр. Между Пердиккой и Антипатром начались переговоры о создании союза. Его должен был закрепить брак Пердикки с дочерью Антипатра Никеей. Согласно мнению историка И. Г. Дройзена инициатором переговоров был Пердикка. Брат Никеи Иолла и Архий в 322 году до н. э. доставили девушку для предстоящей свадьбы в Вавилон. Данный брак противоречил интересам матери Александра Олимипады, которая правила в Эпире и была одним из главных врагов Антипатра. Для того чтобы расстроить свадьбу и союз двух наиболее влиятельных персоналий в Македонской империи, она предложила Пердикке жениться на своей дочери Клеопатре, первый муж которой погиб ещё в 331 году до н. э. Брат Пердикки Алкета советовал отдать предпочтение Никее, в то время как один из приближённых регента Эвмен — Клеопатре. Брак с дочерью Филиппа II и сестрой Александра мог легитимизировать притязания Пердикки на царский трон. В античных источниках имеются определённые разночтения относительно свадьбы Пердикки с Никеей. Согласно Юстину брак не состоялся, Диодору Сицилийскому и Арриану — Пердикка на короткое время женился на Никее, однако затем развёлся, чтобы взять в жёны Клеопатру.
Как бы то ни было Никея вернулась домой к отцу, что расстроило создание союза между двумя военачальниками. На этом фоне Антипатр присоединился к коалиции диадохов, которые выступили против Пердикки. Для того, чтобы заручиться поддержкой сатрапа соседней с Македонией Фракии Лисимаха, Антипатр выдал Никею за него замуж. Таким образом военачальник, который до этого был одним из самых преданных приближённых Пердикки, во время Первой войны диадохов сохранил нейтралитет.
Пердикка отправился со своей армией в Египет, а стратегом-автократором войсками к западу от Таврских гор назначил Эвмена. Основной задачей Эвмена была охрана проливов, чтобы войска Антипатра и Кратера не смогли переправиться в Азию, а затем ударить пойти на помощь к Птолемею. Согласно Плутарху, Антипатр с Кратером отправили послов к Эвмену с предложением перейти на их сторону. Взамен ему было обещано присоединить к его владениям новые сатрапии. В ответ Эвмен отправил послов к Антипатру и Кратеру с предложениями перейти на сторону Пердикки. Пока они обдумывали предложение к ним явился Неоптолем, который и убедил их продолжить войну. Военачальники решили, что Антипатру следует отправиться в Киликию, чтобы зайти в тыл войскам Пердикки. Кратер с Неоптолемом в свою очередь двинулись навстречу Эвмену.
Антипатр не смог поучаствовать в сражениях Первой войны диадохов, так как в 320 году до н. э. Пердикку убили восставшие солдаты. На встрече наиболее влиятельных военачальников в Трипарадисе в Сирии Антипатра в 320 году до н. э. провозгласили регентом империи. На тот момент ему было около 80 лет. Он не участвовал в походах Александра и слабо представлял особенности управления на столь громадных территориях с множеством народов в условиях наличия опытных и амбициозных военачальников со своими армиями. Хотя власть Антипатра и отказались признавать Эвмен и другие военачальники «партии Пердикки», при нём империя Александра оставалась формально единым государством.
В промежутке между 321 и 319 годами до н. э. Антипатр приказал перевезти в Македонию всех членов семьи Александра Македонского — жену Роксану с сыном, любовницу Барсину, также с сыном, и единокровного брата Арридея.
Летом 319 года до н. э. афиняне отправили Демада в столицу Македонии Пеллу с поручением добиться выведения гарнизона из Мунихия. Первоначально они просили возглавить посольство Фокиона, но тот отказался. К этому времени престарелый Антипатр был болен, а фактическая власть перешла в руки его сын Кассандра. В жизнеописании Фокиона Плутарха утверждается, что к Кассандру в руки попала тайная переписка Демада с Антигоном. Афинский политик предлагал этому диадоху вмешаться в борьбу за власть в Македонии, которая «болтается на старой и гнилой нитке», то есть находится в руках престарелого и находящегося при смерти Антипатра. В жизнеописании Демосфена Плутарх утверждал, что Демад вёл тайную переписку с Пердиккой. В «Исторической библиотеке» Диодора Сицилийского также фигурирует Пердикка. Хотя этот военачальник и регент Македонской империи погиб за год до описываемых событий, нельзя исключить, что в руки Кассандра попала старая переписка из его архива. Обвинителем Демада, согласно Плутарху и Арриану, выступил некий коринфянин Динарх. Однако полноценный судебный процесс выглядит маловероятным. Согласно античным источникам, перед казнью Демада на его глазах убили сына Демея. В изложении Диодора Сицилийского, главным действующим лицом был Антипатр, который молча выслушал посла, а затем приказал отвести его в тюрьму и казнить. В любом случае казнь состоялась при непосредственном согласии Антипатра.
Он умер в 319 году до н. э. в глубокой старости. Преемником Антипатр назначил не своего сына Кассандра, а диадоха Полиперхона. А. С. Шофман отмечал странность завещания Антипатра. В семье регента не было каких-либо конфликтов, а также он поручал своим сыновьям весьма ответственные задания. Историк предположил, что завещания могло быть поддельным, либо было обусловлено помутнением разума престарелого Антипатра. Возможно, таким образом Антипатр хотел предотвратить гражданскую войну в самой Македонии.

## Оценки
Антипатр ... под маскою частного лица, под плохоньким плащом и скромным образом жизни коварно пряча огромное могущество, был особенно ненавистен несчастным, чьим владыкою и тираном он себя сделал
Несмотря на влияние и значение Антипатра античные и современные авторы уделяли ему относительно мало внимания. Возможно, это обусловлено тем, что личность Антипатра находилась в тени Филиппа II, Александра Македонского и его военачальников, а военные победы во главе македонского войска в Греции по значимости и отображению в источниках существенно уступают битвам Филиппа и Александра. Античные авторы подчёркивали мудрость Антипатра и его верность «старым» македонским традициям. Диодор Сицилийский назвал его одним «из мудрейших военачальников и правителей своего времени». Отдельную характеристику могущественного тирана, и в то же время скромного и скрытного человека Антипатр получил от Плутарха.
Антипатр был одним из наиболее влиятельных македонских политиков IV века до н. э. Верность к македонскому царскому дому Аргеадов, а также проницательность в военных и политических делах, по мнению И. Г. Дройзена, сделали его незаменимым для Филиппа II и Александра. Историк также отмечал, что Александр вёл войну в Азии, когда всё его царство было под угрозой. Если бы Антипатр проиграл спартанскому царю Агису, то войско македонского царя осталось бы без подкреплений. Плутарх писал, что Александр Македонский не позволял грубость в письмах лишь к Фокиону и Антипатру. По мнению историка И. Ш. Шифмана, Александр побаивался Антипатра, так как во многом зависел от своего наместника. Также, всегда сохранялась возможность того, что некогда верный Антипатр в какой-то момент не устоит перед соблазнами длительного обладания неограниченной властью.
Антипатр, будучи наместником Александра в Македонии, сумел сохранить все территориальные приобретения Филиппа II. Однако в отличие от других правителей Македонии он не совершил каких-либо новых завоеваний. В то же время Антипатр сделал то, на что не решились ни Филипп II, ни Александр Македонский, а именно ликвидировал афинскую демократию, которая просуществовала в непростых условиях около трёх веков.
Историк Д. Грэйнджер в посвящённой Антипатру и его потомкам монографии выделил трёх людей, которые спасли Македонию, когда само существование государства было под угрозой — Филиппа II, Пармениона и Антипатра. По мнению историка, все трое действовали совместно, в полном согласии друг с другом. Если Филипп II был верховным царём, то Парменион был его первым заместителем в армии, в то время как Антипатр выполнял роль главного чиновника в государстве. Им удалось превратить Македонию в наиболее сильное государство античности, подготовить основу для дальнейших завоеваний Александра. В отличие от македонских царей Антипатр всегда сохранял самообладание в самых различных ситуациях, в связи с чем Филипп II и поручал ему дипломатические миссии.

## Семья
Неограниченная власть Антипатра в Македонии и Греции при многолетнем отсутствии Александра позволила ему создать собственную династию. У военачальника было 11 детей: 4 дочери и 7 сыновей. В источниках отсутствуют какие-либо сведения о жене или жёнах Антипатра. Предположительно их было несколько. В первый раз Антипатр женился в 356 году до н. э., то есть в возрасте около 40 лет. Среди прямых потомков Антипатра по мужской линии было четыре македонских царя, по женской — цари из различных эллинистических царских династий, в том числе и Птолемеи. Все дочери были выданы замуж за выдающихся военачальников и государственных деятелей. Данные браки носили явный династический характер.

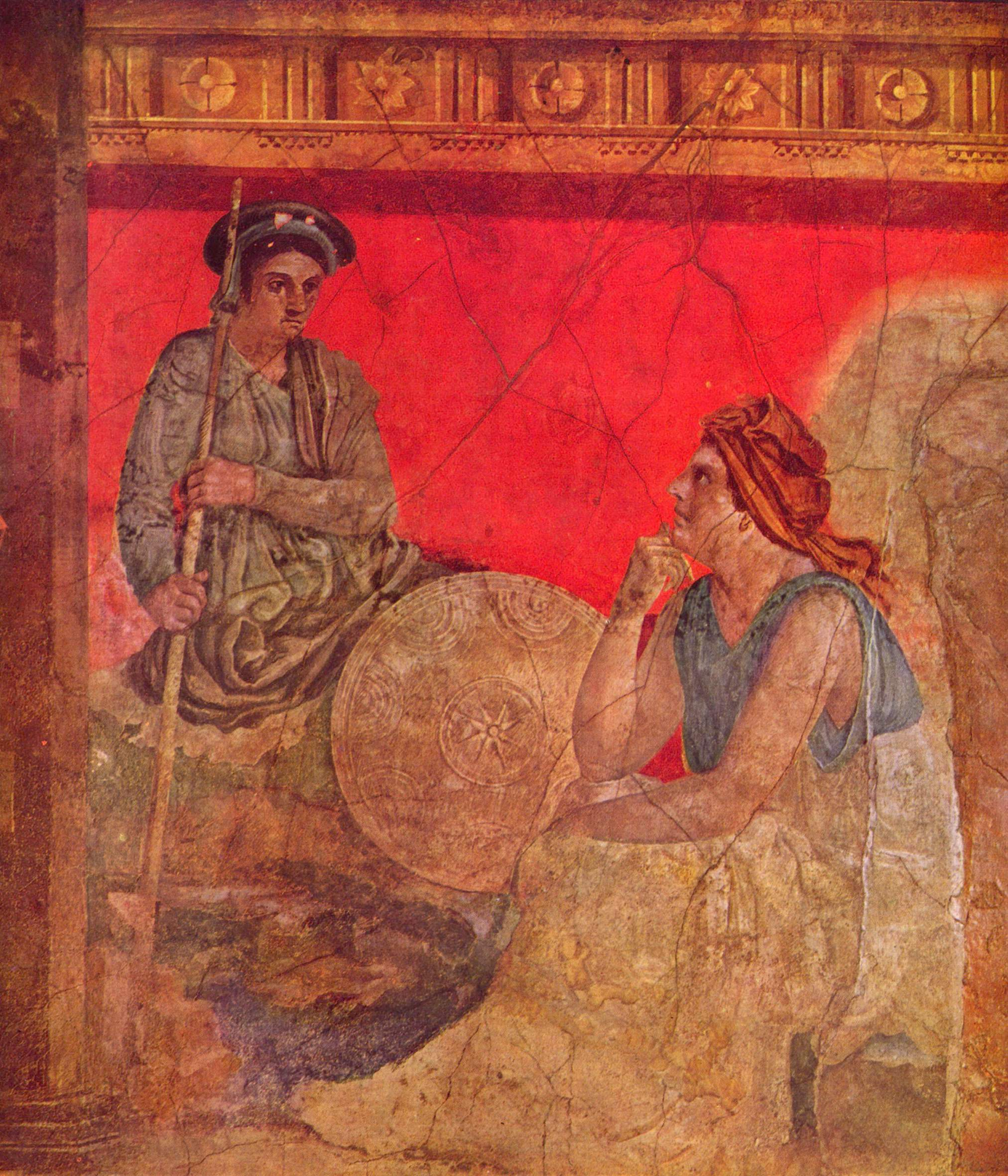
Антигон II Гонат и его мать Фила. Деталь фрески из Помпей, около 40 года до н. э. Национальный археологический музей Неаполя

Наиболее яркой была судьба дочери Антипатра Филы. В античных источниках Фила представлена достойной женщиной «исключительной прозорливости». По утверждению Диодора Сицилийского, «один из мудрейших военачальников и правителей своего времени» Антипатр советовался с дочерью по наиболее важным вопросам ещё в то время, когда та была ребёнком. Также Диодор писал, что «эта женщина, кажется, обладала необыкновенным благоразумием, например, она могла успокоить бунтовщиков в военном лагере, договорившись с каждым индивидуально в должной манере к его случаю, она могла организовывать свадьбы на собственные деньги для сестер и дочерей бедных людей, она могла освободить от судебного наказания ложно обвиненных людей». В 339—336 годах до н. э. отец выдал дочь замуж за телохранителя македонского царя и представителя знатного рода Балакра. Впоследствии Фила переехала в Киликию к супругу, который стал сатрапом провинции, предположительно в 331/330 году до н. э. От этого брака родился сын Антипатр, которого Балакр назвал в честь влиятельного тестя. Вскоре Балакр погиб во время одного из военных походов и Фила овдовела. Второй брак Филы ознаменовал заключение союза между Антипатром и одним из наиболее прославленных военачальников Александра Кратером. На свадебное торжество прибыло множество посольств от покорённых греческих полисов. Брак с Кратером, от которого родился сын, оказался недолгим. В 321/320 году до н. э. Кратер погиб в битве у Геллеспонта против Эвмена. Впоследствии Аристон передал Филе останки второго супруга для захоронения.
Вскоре после смерти Кратера Антипатр устроил очередной династический брак своей дочери с сыном диадоха Антигона Деметрием. Инициатором этого союза был Антигон, который хотел заручиться поддержкой Антипатра и его сына Кассандра. Согласно Плутарху, юный 16-летний Деметрий был недоволен таким браком, однако был вынужден подчиниться. Информация о жизни Филы после свадьбы скудна. По всей видимости она переехала к супругу в Киликию. Хотя у пары вскоре и родились сын Антигон и дочь Стратоника, Деметрий открыто, не таясь, жил со многими женщинами, а также официально при живой Филе заключил браки с Эвридикой, Деидамией и Ланассой. По одной из версий, Деметрий отправил в 299 году до н. э. Филу к царю Македонии Кассандру не столько с дипломатической функцией связанной с военными действиями против Плистарха, как для того, чтобы она не мешала его любовным похождениям. В независимости от мотивов Деметрия миссия Филы была успешной. Несмотря на такой характер взаимоотношений с Деметрием Фила выполняла роль заботливой супруги и пользовалась уважением Деметрия. В 294 году до н. э. Деметрий стал царём Македонии. Впоследствии, в 288 году до н. э. он проиграл Пирру и был вынужден бежать, после чего Фила покончила жизнь самоубийством.
Ещё одну дочь, чьё имя неизвестно, при жизни Филиппа II, Антипатр выдал замуж за представителя линкестийской знати Александра. Благодаря родству с Антипатром Александра Линкестийца не казнили вместе с братьями после убийства Филиппа II. Впоследствии, уже во время походов Александра, зять Антипатра попал под подозрение в организации покушения на Александра Македонского и был заключён под стражу. Наместник Македонии просил за Александра Линкестийца. Когда последнего через несколько лет после ареста казнили, отношения между царём и его наместником в Македонии ухудшились.
Никею Антипатр планировал выдать замуж за Пердикку. После того как брак не состоялся девушку выдали замуж за правителя Фракии Лисимаха. В браке с Лисимахом Никея родила по меньшей мере трёх детей — Агафокла, Арсиною и Эвридику, которую назвали в честь сестры Никеи. Лисимах переименовал в честь супруги столицу Вифинии Антигонию. Сын Никеи Агафокл был убит по приказу отца в 284 году до н. э., а дочери стали жёнами эллинистических царей: Арсиноя — царя Египта Птолемея II Филадельфа, а Эвридика — царя Македонии Антипатра I.
В 321 году до н. э. ещё одна дочь Антипатра Эвридика вышла замуж за военачальника Александра Птолемея, который стал фараоном Египта. Брак носил явный политический характер. От Птолемея Эвридика родила по меньшей мере двух сыновей Птолемея Керавна и Мелеагра, которые в 281—279 годах до н. э. занимали македонский престол, а также двух дочерей — Лисандру и Птолемаиду.
Из сыновей Антипатра наиболее яркая судьба была у Кассандра. После смерти отца он был вынужден несколько лет бороться за власть. С 316 года до н. э. и до смерти в 297 году до н. э. он был реальным правителем Македонии, сначала в статусе регента при малолетнем Александре IV, а затем полноправного царя. Судьба других сыновей Антипатра тем или иным образом связана с Кассандром. Среди сыновей Антипатра, которые оставались в Македонии при дворе отца во время походов Александра, называют Никанора и Перилая. Имя Перилая встречается лишь в одном античном источнике — «Моралиях» Плутарха. Греческий писатель приводит деятельность Перилая в качестве примера проявления братской любви. Согласно Плутарху, Перилай мог замещать брата Кассандра, который был царём Македонии, при руководстве войском и принятии решений по внутригосударственным вопросам. Учитывая влияние братьев при дворе Кассандра, в историографии существует гипотеза, что Плутарх, либо кто-то из переписчиков оригинального текста, ошибся и заменил имя Препелая на Перилая. В таком случае становится понятной причина командования Препелаем войсками Кассандра, а также выполнение им ответственных поручений правителя Македонии. Никанор также упомянут лишь в одном античном источнике. У Диодора Сицилийского упомянут эпизод, когда Олимпиада, на недолгое время захватив власть в Македонии, казнила сына своего давнего врага Антипатра Никанора.
|                                                   |                                                   |                                                   |                                                   |                                                   |                                                   |  |  |                            |                            |                            |                            |                            |                            |  |  |             |             |             |             |             |             |  |  |           |           | Иолла     |           |           |           |  |  |            |            |            |            |            |            |  |  |                |                |                |                |                |                |  |  |        |        |        |        |        |        |  |  |          |          |          |          |          |          |  |  |                                             |                                             |                                             |                                             |                                             |                                             |  |  |         |         |         |         |         |         |  |  |                      |                      |                      |                      |                      |                      |  |  |  |  |  |  |  |  |  |  |  |  |  |  |  |  |  |  |  |  |  |  |  |  |
|                                                   |                                                   |                                                   |                                                   |                                                   |                                                   |  |  |                            |                            |                            |                            |                            |                            |  |  |             |             |             |             |             |             |  |  |           |           |           |           |           |           |  |  |            |            |            |            |            |            |  |  |                |                |                |                |                |                |  |  |        |        |        |        |        |        |  |  |          |          |          |          |          |          |  |  |                                             |                                             |                                             |                                             |                                             |                                             |  |  |         |         |         |         |         |         |  |  |                      |                      |                      |                      |                      |                      |  |  |  |  |  |  |  |  |  |  |  |  |  |  |  |  |  |  |  |  |  |  |  |  |
|                                                   |                                                   |                                                   |                                                   |                                                   |                                                   |  |  |                            |                            |                            |                            |                            |                            |  |  |             |             |             |             |             |             |  |  |           |           | Антипатр  |           |           |           |  |  |            |            |            |            |            |            |  |  |                |                |                |                |                |                |  |  |        |        |        |        |        |        |  |  |          |          |          |          |          |          |  |  |                                             |                                             |                                             |                                             |                                             |                                             |  |  |         |         |         |         |         |         |  |  |                      |                      |                      |                      |                      |                      |  |  |  |  |  |  |  |  |  |  |  |  |  |  |  |  |  |  |  |  |  |  |  |  |
|                                                   |                                                   |                                                   |                                                   |                                                   |                                                   |  |  |                            |                            |                            |                            |                            |                            |  |  |             |             |             |             |             |             |  |  |           |           |           |           |           |           |  |  |            |            |            |            |            |            |  |  |                |                |                |                |                |                |  |  |        |        |        |        |        |        |  |  |          |          |          |          |          |          |  |  |                                             |                                             |                                             |                                             |                                             |                                             |  |  |         |         |         |         |         |         |  |  |                      |                      |                      |                      |                      |                      |  |  |  |  |  |  |  |  |  |  |  |  |  |  |  |  |  |  |  |  |  |  |  |  |
|                                                   |                                                   |                                                   |                                                   |                                                   |                                                   |  |  |                            |                            |                            |                            |                            |                            |  |  |             |             |             |             |             |             |  |  |           |           |           |           |           |           |  |  |            |            |            |            |            |            |  |  |                |                |                |                |                |                |  |  |        |        |        |        |        |        |  |  |          |          |          |          |          |          |  |  |                                             |                                             |                                             |                                             |                                             |                                             |  |  |         |         |         |         |         |         |  |  |                      |                      |                      |                      |                      |                      |  |  |  |  |  |  |  |  |  |  |  |  |  |  |  |  |  |  |  |  |  |  |  |  |
| Фила ∞1. Балакр 2. Кратер 3. Деметрий I Полиоркет | Фила ∞1. Балакр 2. Кратер 3. Деметрий I Полиоркет | Фила ∞1. Балакр 2. Кратер 3. Деметрий I Полиоркет | Фила ∞1. Балакр 2. Кратер 3. Деметрий I Полиоркет | Фила ∞1. Балакр 2. Кратер 3. Деметрий I Полиоркет | Фила ∞1. Балакр 2. Кратер 3. Деметрий I Полиоркет |  |  | Эвридика ∞Птолемей I Сотер | Эвридика ∞Птолемей I Сотер | Эвридика ∞Птолемей I Сотер | Эвридика ∞Птолемей I Сотер | Эвридика ∞Птолемей I Сотер | Эвридика ∞Птолемей I Сотер |  |  | Иолла       | Иолла       | Иолла       | Иолла       | Иолла       | Иолла       |  |  | Кассандр  | Кассандр  | Кассандр  | Кассандр  | Кассандр  | Кассандр  |  |  | Плистарх   | Плистарх   | Плистарх   | Плистарх   | Плистарх   | Плистарх   |  |  | Никея ∞Лисимах | Никея ∞Лисимах | Никея ∞Лисимах | Никея ∞Лисимах | Никея ∞Лисимах | Никея ∞Лисимах |  |  | Филипп | Филипп | Филипп | Филипп | Филипп | Филипп |  |  | Алексарх | Алексарх | Алексарх | Алексарх | Алексарх | Алексарх |  |  | Дочь (имя неизвестно) ∞Александр Линкестиец | Дочь (имя неизвестно) ∞Александр Линкестиец | Дочь (имя неизвестно) ∞Александр Линкестиец | Дочь (имя неизвестно) ∞Александр Линкестиец | Дочь (имя неизвестно) ∞Александр Линкестиец | Дочь (имя неизвестно) ∞Александр Линкестиец |  |  | Никанор | Никанор | Никанор | Никанор | Никанор | Никанор |  |  | Перилай или Препелай | Перилай или Препелай | Перилай или Препелай | Перилай или Препелай | Перилай или Препелай | Перилай или Препелай |  |  |  |  |  |  |  |  |  |  |  |  |  |  |  |  |  |  |  |  |  |  |  |  |
| Фила ∞1. Балакр 2. Кратер 3. Деметрий I Полиоркет | Фила ∞1. Балакр 2. Кратер 3. Деметрий I Полиоркет | Фила ∞1. Балакр 2. Кратер 3. Деметрий I Полиоркет | Фила ∞1. Балакр 2. Кратер 3. Деметрий I Полиоркет | Фила ∞1. Балакр 2. Кратер 3. Деметрий I Полиоркет | Фила ∞1. Балакр 2. Кратер 3. Деметрий I Полиоркет |  |  | Эвридика ∞Птолемей I Сотер | Эвридика ∞Птолемей I Сотер | Эвридика ∞Птолемей I Сотер | Эвридика ∞Птолемей I Сотер | Эвридика ∞Птолемей I Сотер | Эвридика ∞Птолемей I Сотер |  |  | Иолла       | Иолла       | Иолла       | Иолла       | Иолла       | Иолла       |  |  | Кассандр  | Кассандр  | Кассандр  | Кассандр  | Кассандр  | Кассандр  |  |  | Плистарх   | Плистарх   | Плистарх   | Плистарх   | Плистарх   | Плистарх   |  |  | Никея ∞Лисимах | Никея ∞Лисимах | Никея ∞Лисимах | Никея ∞Лисимах | Никея ∞Лисимах | Никея ∞Лисимах |  |  | Филипп | Филипп | Филипп | Филипп | Филипп | Филипп |  |  | Алексарх | Алексарх | Алексарх | Алексарх | Алексарх | Алексарх |  |  | Дочь (имя неизвестно) ∞Александр Линкестиец | Дочь (имя неизвестно) ∞Александр Линкестиец | Дочь (имя неизвестно) ∞Александр Линкестиец | Дочь (имя неизвестно) ∞Александр Линкестиец | Дочь (имя неизвестно) ∞Александр Линкестиец | Дочь (имя неизвестно) ∞Александр Линкестиец |  |  | Никанор | Никанор | Никанор | Никанор | Никанор | Никанор |  |  | Перилай или Препелай | Перилай или Препелай | Перилай или Препелай | Перилай или Препелай | Перилай или Препелай | Перилай или Препелай |  |  |  |  |  |  |  |  |  |  |  |  |  |  |  |  |  |  |  |  |  |  |  |  |
|                                                   |                                                   |                                                   |                                                   |                                                   |                                                   |  |  |                            |                            |                            |                            |                            |                            |  |  |             |             |             |             |             |             |  |  |           |           |           |           |           |           |  |  |            |            |            |            |            |            |  |  |                |                |                |                |                |                |  |  |        |        |        |        |        |        |  |  |          |          |          |          |          |          |  |  |                                             |                                             |                                             |                                             |                                             |                                             |  |  |         |         |         |         |         |         |  |  |                      |                      |                      |                      |                      |                      |  |  |  |  |  |  |  |  |  |  |  |  |  |  |  |  |  |  |  |  |  |  |  |  |
|                                                   |                                                   |                                                   |                                                   |                                                   |                                                   |  |  | Лисандра                   | Лисандра                   | Лисандра                   | Лисандра                   | Лисандра                   | Лисандра                   |  |  | Александр V | Александр V | Александр V | Александр V | Александр V | Александр V |  |  | Филипп IV | Филипп IV | Филипп IV | Филипп IV | Филипп IV | Филипп IV |  |  | Антипатр I | Антипатр I | Антипатр I | Антипатр I | Антипатр I | Антипатр I |  |  | Эвридика       | Эвридика       | Эвридика       | Эвридика       | Эвридика       | Эвридика       |  |  |        |        |        |        |        |        |  |  |          |          |          |          |          |          |  |  |                                             |                                             |                                             |                                             |                                             |                                             |  |  |         |         |         |         |         |         |  |  |                      |                      |                      |                      |                      |                      |  |  |  |  |  |  |  |  |  |  |  |  |  |  |  |  |  |  |  |  |  |  |  |  |
|                                                   |                                                   |                                                   |                                                   |                                                   |                                                   |  |  | Лисандра                   | Лисандра                   | Лисандра                   | Лисандра                   | Лисандра                   | Лисандра                   |  |  | Александр V | Александр V | Александр V | Александр V | Александр V | Александр V |  |  | Филипп IV | Филипп IV | Филипп IV | Филипп IV | Филипп IV | Филипп IV |  |  | Антипатр I | Антипатр I | Антипатр I | Антипатр I | Антипатр I | Антипатр I |  |  | Эвридика       | Эвридика       | Эвридика       | Эвридика       | Эвридика       | Эвридика       |  |  |        |        |        |        |        |        |  |  |          |          |          |          |          |          |  |  |                                             |                                             |                                             |                                             |                                             |                                             |  |  |         |         |         |         |         |         |  |  |                      |                      |                      |                      |                      |                      |  |  |  |  |  |  |  |  |  |  |  |  |  |  |  |  |  |  |  |  |  |  |  |  |

## Антипатр и Аристотель. Влияние Антипатра на эллинистическую культуру

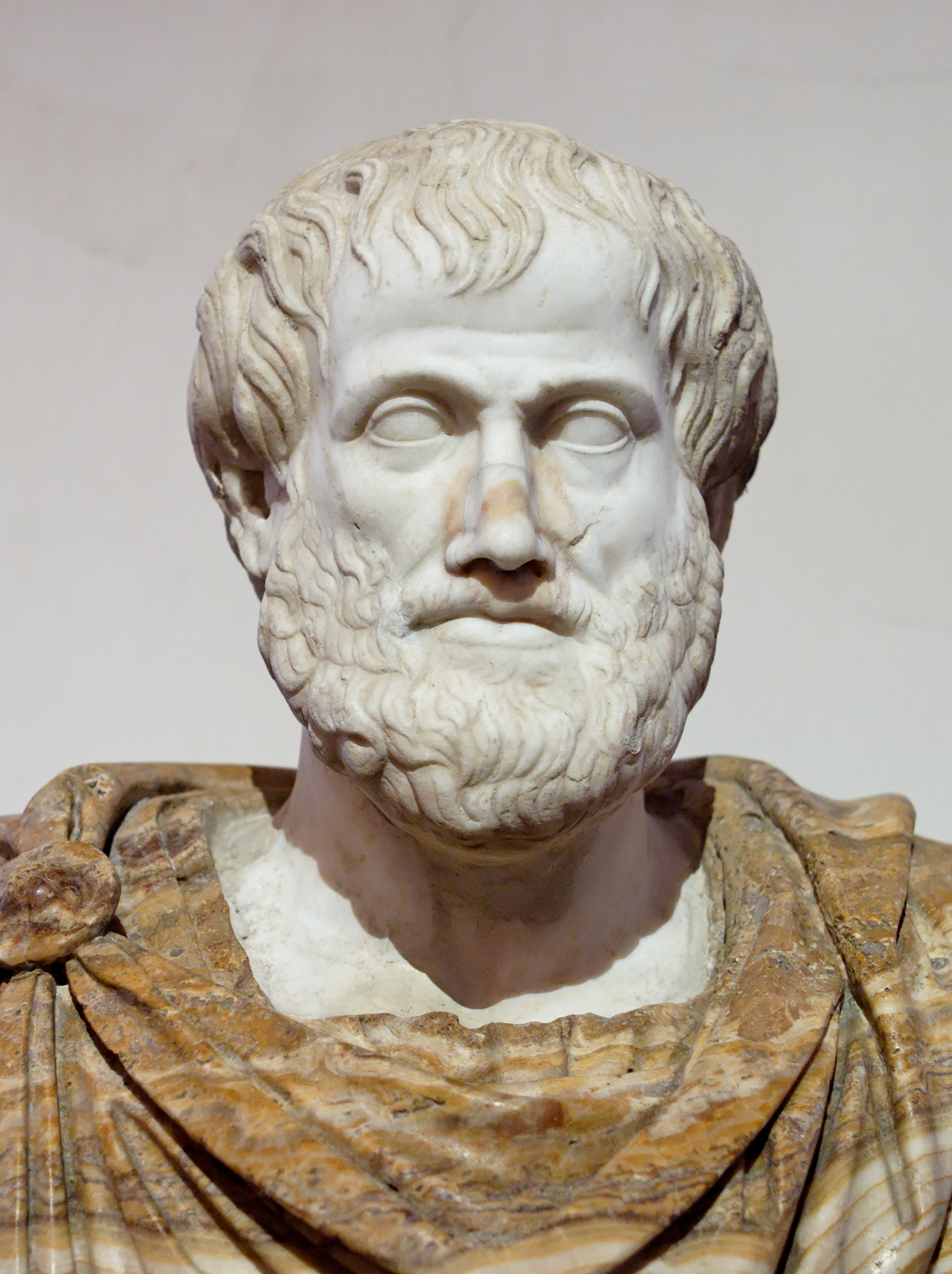
Бюст Аристотеля. Римская копия греческого бронзового оригинала (после 330 г. до н. э.). Автор оригинала — Лисипп

В молодости Антипатр подружился с Аристотелем, который находился при дворе Филиппа II в качестве наставника Александра. Византийский энциклопедический словарь X века «Суда» даже назвал Антипатра учеником знаменитого философа. Вряд ли речь могла идти об обучении, так как Антипатр был более чем на десять лет старше философа. Их отношения можно охарактеризовать как дружеские.
Близкое знакомство Аристотеля с Антипатром обусловило некоторые особенности развития школы перипатетиков. Родившийся в македонском городе Стагира Аристотель находился в Афинах в качестве неполноправного жителя метэка. Такое положение вещей ставило Аристотеля и его учеников в зависимость от гегемонии Македонии над греческими полисами и непосредственно Антипатра. О взаимоотношениях философа и полководца свидетельствует назначение Аристотелем исполнителем своего завещания Антипатра. Только с такой могущественной поддержкой Аристотель мог надеяться на выполнение всех его пунктов относительно имущества в различных греческих полисах.
После смерти Александра в 323 году до н. э. Аристотель стал мишенью антимакедонских сил, которые попытались вернуть независимость греческим полисам. Философу припомнили всё, чем он был обязан Антипатру и македонской гегемонии. На фоне угроз для жизни Аристотель был вынужден бежать из Афин на Халкиду, где вскоре и умер.
Придворным поэтом Антипатра был Хойрил из Ясоса. Он написал эпическую поэму «Ламиака» о событиях Ламийской войны. Хотя само сочинение не сохранилось, оно стало основой для восприятия и оценки событий более поздними античными авторами. Негативный образ Антипатра, который также повлиял на поздние оценки деятельности полководца, создал Иероним Кардийский. Историк имел личные основания для очернения Антипатра, а также был клиентом Антигонидов, которые вели борьбу с Антипатридами.
Кроме исторического трактата «Об иллирийских деяниях Пердикки» Антипатру приписывали авторство ряда писем. К ним имели доступ как минимум три античных автора. Цицерон писал: «До нас дошли письма трёх, по преданию, дальновиднейших человек — … Антипатра к Кассандру …, в которых они советуют снискивать расположение толпы доброжелательной речью и склонять солдат на свою сторону, ласково обращаясь к ним». По всей видимости, в данном случае речь идёт о некоем «политическом завещании», которое связывали с именем Антипатра.

## В культуре
Антипатр изображён в фильме «Александр Великий» 1956 года. Военачальника сыграл австрийский актёр Фридрих фон Ледебур. Также Антипатр является одним из персонажей исторических романов об Александре Македонском, в том числе «Сын Зевса» и «В глуби веков» Л. Ф. Воронковой, «Обречённые сражаться. Лихолетье Ойкумены» Л. Р. Вершинина, «Небесное пламя» М. Рэно.

### Исследования
- Борза Ю. История античной Македонии (до Александра Великого) / пер. с англ. М. М. Холода при участии А. Бодрова, О. и В. Иванцовых, 3. Барзах; научная ред. и вступ. статья М. М. Холода; приложения М. М. Холода, Э. Д. Фролова и Ю. Н. Кузьмина. — СПб.: Нестор-История, 2013. — 592 с. — (Историческая библиотека). — ISBN 978-5-44690-015-2.
- Бозуорт А.-Б. Александр Великий: Греция и завоеванные территории // Кембриджская история древнего мира / под редакцией Д.-М. Льюиса, Дж. Бордмэна, С. Хорнблоуэра, М. Оствальда. Перевод, научное редактирование, примечания А. В. Зайкова. — М.: Ладомир, 2017. — Т. VI. Четвёртый век до нашей эры. Второй полутом. — С. 988—1023. — 720 с. — ISBN 978-5-86218-542-3.
- Грэйнджер Д. Д. Империя Александра Македонского. Крушение великой державы / пер. с англ. С. О. Махарадзе. — М.: АСТ, 2010. — 352 с. — (Историческая библиотека). — ISBN 978-5-17-063297-8.
- Дройзен И. Г. История эллинизма. История Александра Великого. — М.: Академический Проект, 2011. — 623 с. — (Технологии истории). — ISBN 978-5-8291-1304-9.
- Дройзен И. Г. История эллинизма. — Ростов-на-Дону: Феникс, 1995. — Т. 2. — 544 с. — ISBN 5-85880-079-3.
- Киляшова К. А. Политическая роль женщин при дворе македонских царей династии Аргеадов. Диссертация на соискание учёной степени кандидата исторических наук / Научный руководитель доктор исторических наук, профессор Э. В. Рунг. — Казань: Казанский (Приволжский) федеральный университет, 2018.
- Ковалёв С. И. Александр Македонский. — Государственное социально-экономическое издательство. Ленинградское отделение, 1937.
- Кудрявцева Т. В. Демад: Pacis Suassor, Belli Disuassor // Вестник Санкт-Петербургского университета. История. — СПб., 2016. — № 4. — С. 159—173. — ISSN 2541-9390.
- Маринович Л. П. Спарта времени Агиса III // Античная Греция / редколлегия д. и. н. Е. С. Голубцова, д. и. н. Л. П. Маринович, д. и. н. А. И. Павловская, д. и. н. Э. Д. Фролов. — М.: Наука, 1983. — Т. 2. Кризис полиса. — С. 259—279.
- Маринович Л. П. Глава 4. Конец классической Греции (Ламийская война) // Эллинизм: экономика, политика, культура. — М.: Наука, 1990. — С. 103—140.
- Маринович Л. П. Греки и Александр Македонский (К проблеме кризиса полиса). — М.: Наука, 1993. — 287 с. — ISBN 5-02-017392.
- Маринович Л. П. Р. BRUN. L'orateur Demade. Essai d'histoire et d'historiographie (Ausonius publications. Scripta Antiqua. 3). Bordeaux, 2000. 199 р. // Вестник древней истории. — М.: Наука, 2004. — Вып. 249, № 2. — С. 228—233.
- Оствальд М.; Линч Дж.-П. Развитие школ и успехи в деле познания // Кембриджская история древнего мира / под редакцией Д.-М. Льюиса, Дж. Бордмэна, С. Хорнблоуэра, М. Оствальда. Перевод, научное редактирование, примечания А. В. Зайкова. — М.: Ладомир, 2017. — Т. VI. Четвёртый век до нашей эры. Второй полутом. — С. 706—751. — 720 с. — ISBN 978-5-86218-542-3.
- Сивкина Н. Ю. Эллинизация Македонии в IV–III вв. до н. э.: к вопросу о политическом аспекте объективного процесса // Вестник Нижегородского университета им. Н. И. Лобачевского. — Н. Новгород: Нижегородский государственный университет, 2012. — № 6. — С. 157—167. — ISSN 1993-1778.
- Суриков И. Е. Античная Греция: политики в контексте эпохи. На пороге нового мира. — М.: Русский фонд содействия образованию и науке, 2015. — 392 с. — ISBN 978-5-91244-140-0.
- Уортингтон Йен. Филипп II Македонский. — СПб.—М.: Евразия — ИД «Клио», 2014. — 400 с. — ISBN 978-5-91852-053-6.
- Шахермайр Ф. Александр Македонский. — Ростов-на-Дону: Феникс, 1997. — 576 с. — ISBN 5-85880-313-Х.
- Шифман И. Ш. Александр Македонский / ответственный редактор Э. Д. Фролов. — Л.: Наука, 1988. — ISBN 5-02-027233-7.
- Шофман А. С. История античной Македонии. — Казань: Издательство Казанского университета, 1960. — Т. 1: Доэллинистическая Македония. — 300 с. — 700 экз.
- Шофман А. С. Восточная политика Александра Македонского / Печатается по постановлению редакционно-издательского совета Казанского университета. Отв. редактор В. Д. Жигунин. — Казань: Издательство Казанского университета, 1976.
- Шофман А. С. Распад империи Александра Македонского / Печатается по постановлению редакционно-издательского совета Казанского университета. Отв. редактор В. Д. Жигунин. — Казань: Издательство Казанского университета, 1984.
- Юрин А. И. Македония и ее границы на рубеже IV-III веков до н. э. // Вестник Санкт-Петербургского университета. История. — СПб.: Санкт-Петербургский государственный университет, 2010. — Вып. 1. — С. 95—101. — ISSN 1812-9323.
- Atkinson J., Truter El., Truter Et. Alexander's Last Days: Malaria and Mind Games? (англ.) // Acta Classica. — Praetoria: Classical Association of South Africa, 2009. — Vol. 52. — P. 23—46. — ISSN 0065-1141. — JSTOR 24592483.
- Billows R. Anatolian Dynasts: The Case of the Macedonian Eupolemos in Karia (англ.) // Classical Antiquity. — University of California Press, 1989. — Vol. 8, no. 2. — P. 173—206. — doi:10.2307/25010904. — JSTOR 25010904.
- Bosworth A. B. Chapter 2. The Politics of the Babylon Settlement // The Legacy of Alexander : Politics, Warfare, and Propaganda under the Successors. — Oxford: Oxford University Press, 2002. — P. 29—63. — ISBN 978-0-19-171520-4. — doi:10.1093/acprof:oso/9780198153061.003.0002.
- Carney E. D. Alexander the Lyncestian: the Disloyal Opposition (англ.) // Greek, Roman, and Byzantine Studies. — Durham: Duke University Press, 1980. — Vol. 21, no. 1. — P. 23—33.
- Carney E. D. Women and Monarchy in Macedonia (англ.). — Norman: University of Oklahoma Press, 2000. — ISBN 0-8061-3212-4.
- Grainger J. D. Antipater’s Dynasty (англ.). — Yorkshire; Philadelphia: Pen & Sword Military, 2019. — 271 p. — ISBN 978-1-52673-088-6.
- Hammond N. G. L., Griffith G. T. A History of Macedonia (англ.). — Oxford: Clarendon Press, 1979. — Vol. II: 550-336 B.C.. — ISBN 0-l9-814814-3.
- Hammond N. G. L., Griffith G. T., Walbank F. W. A History of Macedonia (англ.). — Oxford: Clarendon Press, 1988. — Vol. III: 336-167 B.C.. — ISBN 0-l9-814814-1.
- Heckel W. Who's Who in the Age of Alexander the Great: Prosopography of Alexander's Empire (англ.). — Malden; Oxford; Carlton: Blackwell Publishing, 2006. — XXIV, 389 p. — ISBN 1-4051-1210-7.
- Heckel W. Alexander’s Marshals. A study of the Makedonian aristocracy and the politics of military leadership (англ.). — 2nd. — London; New York: Routledge, 2016. — 398 p. — ISBN 978-1-138-93469-6. — doi:10.4324/9781315677781.
- Heckel W. Antipatros // Lexicon of Argead Macedonia (англ.) / edited by Heckel W., Heinrichs J., Müller S., Pownall F. — Berlin: Frank&Timme GmbH, 2020. — 538 p. — ISBN 978-3-7329-9601-8.
- Kaerst J.[нем.]. Antipatros 12 // Paulys Realencyclopädie der classischen Altertumswissenschaft :  [нем.] / Georg Wissowa. — Stuttgart : J. B. Metzler’sche Verlagsbuchhandlung, 1894. — Bd. I, Zweite Hälfte (I, 2). — Kol. 2501—2508.
- Lightman M., Lightman B. Nicaea (I) // A to Z of Ancient Greek and Roman Women (англ.). — rev. ed. — New York: Facts on File, 2008. — P. 233. — ISBN 0-8160-6710-4.
- Lenschau T.[нем.]. Pharnabazos 3 // Paulys Realencyclopädie der classischen Altertumswissenschaft :  [нем.] / Georg Wissowa. — Stuttgart : J. B. Metzler’sche Verlagsbuchhandlung, 1938. — Bd. XIX, Zweite Hälfte (XIX, 1). — Kol. 1848.
- Pitt E. M., Richardson W. P. Hostile Inaction? Antipater, Craterus and the Macedonian Regency (англ.) // The Classical Quarterly. — Cambridge: Cambridge University Press, 2017. — Vol. 67, iss. 1. — P. 1—11. — ISSN 0009-8388. — doi:10.1017/S0009838817000301.
- Walsh J. Antipater and Early Hellenistic Literature (англ.) // The Ancient History Bulletin. — Calgary: Trent University. Department of Ancient History and Classics, 2012. — Vol. 26. — P. 149—162. — ISSN 1700-3334.
- Willrich H. Eurydike 16 // Paulys Realencyclopädie der classischen Altertumswissenschaft :  [нем.] / Georg Wissowa. — Stuttgart : J. B. Metzler’sche Verlagsbuchhandlung, 1907. — Bd. VI, Erste Hälfte (VI, 1). — Kol. 1326—1327.